# Кардоновка
Кардоновка — село в Кизлярском районе Дагестана. Административный центр Кардоновского сельсовета.

## Географическое положение
Населённый пункт расположен на левом берегу, одного из старых русел реки Терек — речке Кардонки. Находится в 10 км к востоку от города Кизляр.

## История
Село основано в 1894 году скотоводом Федором Марковичем Бредихиным, который на арендованных у казаков землях построил хутор для своих работников.

## Население
| 1926  | 1970  | 1989  | 2002  | 2006  | 2009  | 2010  |
| ----- | ----- | ----- | ----- | ----- | ----- | ----- |
| 163   | ↗1493 | ↘1405 | ↗1567 | ↗1694 | ↗1701 | ↗1875 |
| 2021  |       |       |       |       |       |       |
| ↗2236 |       |       |       |       |       |       |

Национальный состав
По данным Всесоюзной переписи населения 1926 года:
| № | Национальность | Численность, чел. | Доля |
| - | -------------- | ----------------- | ---- |
| 1 | русские        | 158               | 97 % |
| 2 | немцы          | 5                 | 3 %  |

По данным Всероссийской переписи населения 2010 года:
| № | Национальность | Численность, чел. | Доля   |
| - | -------------- | ----------------- | ------ |
| 1 | аварцы         | 1 017             | 54,2 % |
| 2 | даргинцы       | 357               | 19,0 % |
| 3 | русские        | 305               | 16,3 % |
| 4 | лакцы          | 76                | 4,1 %  |
| 5 | лезгины        | 53                | 2,8 %  |
| 6 | другие         | 67                | 3,6 %  |

По данным Всероссийской переписи населения 2010 года, в селе проживало 1875 человек (873 мужчины и 1002 женщины).